# Drammensvassdraget

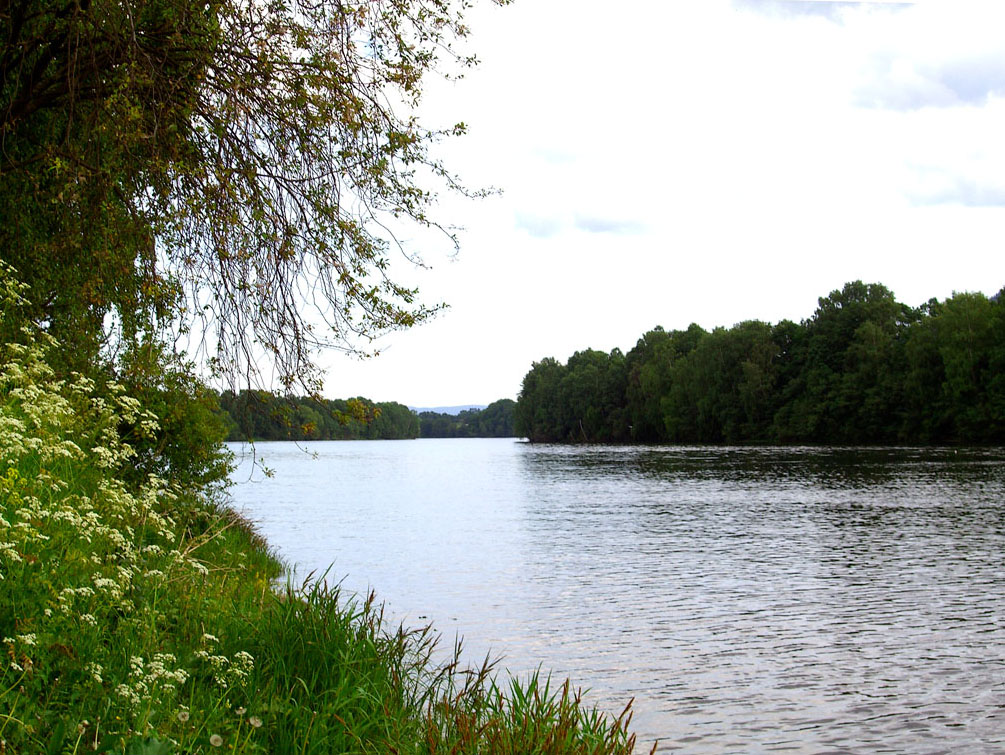
Drammenselva

Drammensvassdraget es una red de drenaje en Noruega. Se encuentra en Innlandet y Viken y se une con el Drammenselva en Drammen en el mar. El caudal en la desembocadura es de alrededor de 300 m³/s. Tiene una cuenca de 17.110 km². 
El conjunto está formado por tres ríos principales, que se unen en el Tyrifjord: 
- Begnavassdraget (con los ríos y lagos Begna, Vangsmjøsi, Slidrefjord, Strondafjord, Aurdalsfjord, Sperillen, Ådalselva y Storelva)

- Hallingdalsvassdraget (con los ríos y lagos Hallingdalselva, Krøderen y Snarumelva)

- Randsfjordvassdraget (con los ríos y lagos Etna, Dokka, Randsfjord, Randselva y Storelva)